# 荒井優希
荒井 優希（あらい ゆき、1998年〈平成10年〉5月7日 - ）は、日本の女性プロレスラー。元アイドルで、女性アイドルグループSKE48の元メンバー。チームKIIの副リーダーでもあった。
京都府出身。ゼスト所属。

## 略歴
2013年
- 11月10日に「第1回AKB48グループ ドラフト会議」においてSKE48チームKIIに第4巡目で指名される[3]。

2014年
- 1月25日に「AKB48 リクエストアワー セットリストベスト200 2014」3日目公演の前座でお披露目される[4]。

2016年
- 5月から6月にかけて実施された『AKB48 45thシングル 選抜総選挙』では3年連続の圏外に終わるものの、その後に行なわれた延長戦で86位に位置していることが明らかになる[5]。

2017年
- 5月から6月にかけて実施された『AKB48 49thシングル 選抜総選挙』では58位となり、フューチャーガールズに選出された。

2018年
- 5月から6月にかけて実施された『AKB48 53rdシングル 世界選抜総選挙』では28位となり、アンダーガールズに選出された。
- 12月12日発売のSKE48 24thシングル「Stand by you」で初めてシングル表題曲の選抜メンバーとなる[6]。

2021年
- 4月14日に会見を開き、東京女子プロレスへの参戦を表明する[7]。
- 5月4日、東京女子プロレス・後楽園ホール大会で本格的にプロレスラーデビューを果たすも、伊藤麻希&遠藤有栖のタッグに敗れる[8]。
- 7月10日、宮本もか相手に自力初勝利をあげる[9]。
- 12月13日、東京スポーツ新聞社制定「2021年度プロレス大賞」で新人賞を受賞[10]。

2022年
- 1月27日、週刊プロレスの読者投票企画「プロレスグランプリ2021」で新人賞を受賞[11]。
- 7月9日、大田区総合体育館で開催された東京女子プロレス「SUMMER SUN PRINCESS '22」で、赤井沙希とのタッグ〝令和のAA砲〟でプリンセスタッグ王者組のマジカルシュガーラビッツ（坂崎ユカ&瑞希組）に挑戦。赤井とのダブルの新人賞を瑞希に叩き込んでからの体固め（赤井がフォール）で破り、第10代プリンセスタッグ王座を戴冠（プロレスキャリアにおける王座初戴冠[注釈 2]）[12]。

2023年
- 2月21日、東京ドームで開催されたプロレスリング・ノアの興行「KEIJI MUTO GRAND FINAL PRO-WRESTLING "LAST" LOVE〜HOLD OUT〜」で、東京女子プロレスの提供試合として8人タッグマッチに出場。自身初となる東京ドームでの試合かつ、初のノアでのリングで試合を行う[13]。

2024年
- 1月4日、後楽園ホールで開催された「東京女子プロレス'24」で、インターナショナル・プリンセス王者のマックス・ジ・インペイラーに挑戦。Finallyを叩き込んでからの片エビ固めで破り、第12代インターナショナル・プリンセス王座を戴冠（プロレスキャリアにおけるシングル王座初戴冠[注釈 2]）[14]。その後、王座を366日保持し、6度の防衛に成功。これによりインターナショナル・プリンセス王座の連続保持期間の最長記録と連続防衛回数の最多記録を更新、通算防衛回数も伊藤麻希に並び最多となった。
- 11月27日、チームKⅡ「時間がない」公演において、2025年3月31日をもってグループを卒業することを発表した[15][16]。
- 12月3日、SKE48卒業後もプロレス活動を継続（プロレスラー一本化）することを発表した[17]。マネジメントは引き続きゼストが行なっていくことも併せて発表した[17]。

2025年
- 2月15日、東海道新幹線のぞみ号車内で開催された東京女子プロレス主催の「新幹線女子プロレス」に出場[18]。
- 3月16日、大田区総合体育館で開催された東京女子プロレス「GRAND PRINCESS '25」で、4月29日に引退を控える〝女子プロレス界の横綱〟里村明衣子と最初で最後のシングルマッチを行なう。結果は里村の横綱相撲だったが、里村は「かなり驚いてます。こんないい選手がいたんだと」「技の的確さ、気持ち、それからスター性、全部揃ってる」「間違いなく女子プロレス界の未来を背負って立つ選手」と荒井を絶賛した[19]。試合後、荒井が「私が女子プロレス界の未来を背負います」「プロレス一本で背負っていきます」と決意を里村に伝えたという[20]。
- 3月18日、SKE48卒業後の最初の試合は、4月18日（現地時間）、アメリカ合衆国・ネバダ州パームス・カジノ・リゾート内パール・シアターで行なわれる「Queri Presents TJPW LIVE in Las Vegas」となり、4月26日の札幌サンプラザ大会以降、東京女子プロレスの全大会にレギュラー参戦することが発表された[21][注釈 3]。
- 3月30日、中日ホールで「SKE48荒井優希卒業LIVE～Go for the Dream!!～」が行なわれ、最後のプロレスとライブの「二刀流」を披露した[22]。
- 3月31日、チームKⅡ「時間がない」荒井優希卒業公演をもってSKE48を卒業[15][16][23]。
- 4月1日、オフィシャルファンクラブ「ゆきゆき隊」を開設[24]。
- 4月19日（現地時間18日）、SKE48卒業後及びアメリカでの初試合となる「Queri Presents TJPW LIVE in Las Vegas」に出場し、遠藤有栖に勝利[25]。リングコスチュームをそれまでのスカートからショートパンツに変更。
- 6月1日、東京女子プロレス・中日ホール大会でラスト・ワン・スタンディング・8人タッグイリミネーションマッチ[注釈 4]に出場。最後の一人に勝ち残り、プリンセス・オブ・プリンセス王座の挑戦権を獲得した[26]。
- 7月21日、大田区総合体育館で開催された東京女子プロレス「SUMMER SUN PRINCESS '25」で、プリンセス・オブ・プリンセス王者の瑞希に挑戦。雪崩式フルネルソンバスターを喰らわすなど健闘するものの、最後はダイビングフットスタンプからのキューティースペシャルに敗れ、初挑戦初戴冠とはならなかった[27][28]。

## 人物
- 愛称は、ゆき。
- 趣味は、YouTube、うどん巡り、プロレス、読書、ゲーム、ファッション、しゃべること[29]。
- 好きな食べ物の一つとしてマカロンをあげている[29]。
- プロレス活動時のサイリウム及び紙テープの色は赤・白・青。
- プロレス参戦の理由については、「自分以外の誰かがやったら後悔する気がした。」と語っている[30]。プロレスでの得意技は「Finally」（かかと落とし）[31]。
- プロレス本格参戦前にも、2018年2月23日に愛知県体育館で行なわれた「豆腐プロレス The REAL 2018 WIP QUEENDOM in 愛知県体育館」に「バブリー荒井」名義でプロレスに参戦したほか[32]、DDTプロレスリングにもゲスト参戦していた[33]。

### SKE48
- キャッチフレーズは、「マカロンアルパカむっちゃ好き〜京都府出身の荒井優希です」[29]。
- アイドル活動時のサイリウムの色は緑と紫。
- 青木詩織とのコンビは「おしゆき」として知られ、TikTokフォロワーは70万人を超すまでになった[34]。
- 尊敬している人物に小嶋陽菜を挙げていた[35]。

## SKE48での参加曲

### シングル選抜曲
SKE48名義
- 「不器用太陽」に収録
  - サヨナラ 昨日の自分 - 「Team KII」名義
- 「12月のカンガルー」に収録
  - DA DA マシンガン - 「Team KII」名義
- 「コケティッシュ渋滞中」に収録
  - 今夜はJoin us! - 「Team KII」名義
- 「前のめり」に収録
  - 焦燥がこの僕をだめにする - 「Team KII」名義
- 「チキンLINE」に収録
  - 望遠鏡のない天文台 - 「Passion For You 選抜」名義
  - キスポジション - 「Team KII」名義
- 「金の愛、銀の愛」に収録
  - 窓際LOVER - 「ネクストポジション」名義
- 「意外にマンゴー」に収録
  - 奇跡の流星群 - 「Passion For You 選抜」名義
  - 円を描く - 「Team KII」名義
- 「無意識の色」に収録
  - 触らぬロマンス - 「サクララブレター32」名義
- 「いきなりパンチライン」に収録
  - 花の香りのシンフォニー - 「Passion For You 選抜」名義
  - 誰かの耳 - 「Team KII」名義
  - 大人の世界 - 「B・ラヴィエール」名義
- Stand by you
  - 蹴飛ばした後で口づけを - 「Team KII」名義
  - 神様は見捨てない
- FRUSTRATION
  - ゲームしませんか? - 「Passion For You 選抜」名義
- ソーユートコあるよね?
- 恋落ちフラグ
  - あの頃のロッカー - 「Passion For You 選抜」名義（センター）
- あの頃の君を見つけた
- 「心にFlower」に収録
  - 仲間よ
- 「絶対インスピレーション」に収録
  - 片想いフォーエバー
- 「好きになっちゃった」に収録
  - 100年経ったら Kiss me! - 「Team KII」名義
- 愛のホログラム
  - Cherry17 - 「Team KII」名義
- 告白心拍数
  - 恋の哲学者 - 「Team KII」名義

AKB48名義
- 「#好きなんだ」に収録
  - 自分たちの恋に限って - 「フューチャーガールズ」名義
- 「Teacher Teacher」に収録
  - 君は僕の風 - 「AKB48グループ センター試験選抜」名義
- 「センチメンタルトレイン」に収録
  - サンダルじゃできない恋 - 「アンダーガールズ」名義

### アルバムCD選抜曲
- 「革命の丘」に収録
  - 愛のために何を捨てる?

### その他の参加楽曲
- 「やさしくするよりキスをして」（「渡辺美優紀」名義）に収録
  - 春風ピアニッシモ - 「AKB48」名義
- 「Thank You Disney」に収録
  - みんなスター - 「SKE48」名義

### 劇場公演ユニット曲
チームKII 5th Stage「ラムネの飲み方」公演
- フィンランド・ミラクル（山下ゆかりのアンダー）
- 眼差しサヨナラ（山田菜々のアンダー）
- Nice to meet you!（内山命・加藤智子・惣田紗莉渚のアンダー）

チームS 5th Stage「制服の芽」公演
- 女の子の第六感（後藤理沙子・佐藤実絵子のアンダー）
- 万華鏡（大矢真那・竹内舞のアンダー）

チームE 4th Stage「手をつなぎながら」公演
- Glory days（市野成美のアンダー）
- 雨のピアニスト（谷真理佳のアンダー）
- チョコの行方（梅本まどかのアンダー）

SKE48 研究生「PARTYが始まるよ」公演
- クラスメイト（太田彩夏のアンダー）

チームKII 6th Stage「0start」公演
- 君について
- MARIA

SKE48 研究生「青春ガールズ」公演
- Blue rose（白雪希明のアンダー）

SKE48「青春ガールズ」公演
- Blue rose（髙塚夏生・福士奈央のアンダー）

チームKII 7th Stage「最終ベルが鳴る」公演
- ごめんね ジュエル
- 16人姉妹の歌
- リターンマッチ（内山命・惣田紗莉渚のアンダー）
- おしべとめしべと夜の蝶々（古畑奈和のアンダー）

SKE48「手をつなぎながら」公演
- 雨のピアニスト
- ウィンブルドンへ連れて行って（平野百菜のアンダー）

チームKII 8th Stage「時間がない」
- Go for the Dream!!
- 瞳の中にアップル
- プレシャス（西井美桜のアンダー）

## 出演

### 広告・キャンペーン
- アイドルマスター シンデレラガールズ × 東京女子プロレス コラボレーション 「日野茜 × 荒井優希」（2022年7月 - 、バンダイナムコエンターテインメント・CyberFight）[36]

### ネット配信
- スタミナ苑ゆきちゃん（2023年9月6日 - 、NATSLIVE）[37]

### Web連載
- 週刊プロレスmobile（2021年12月2日 - 2022年12月29日 、ベースボール・マガジン社） - コラム「荒井優希のプロレス日記」を連載[38]

## 書籍
- 『荒井優希1st写真集 「無敵の素顔」』（2025年5月23日発売、KADOKAWA） ISBN 978-4-0473-8354-8[39][40]

## プロレスラーとして

### 得意技
Finally
新人賞
フルネルソンバスター
サソリ固め
ビッグブーツ

### タイトル歴
東京女子プロレス
インターナショナル・プリンセス王座（第12代）
最長連続保持期間、最多連続防衛回数、最多通算防衛回数記録保持者
プリンセスタッグ王座（第10代、パートナーは赤井沙希）
DDTプロレスリング
アイアンマンヘビーメタル級王座（第1329代）
プロレス大賞
新人賞（2021年）
週刊プロレス「プロレスグランプリ」
新人賞（2021年）

### 入場曲
Two Way / 関和良
2021年6月17日の後楽園ホール大会より使用。この曲とは別に、東京女子プロレスのデビュー戦でのみ使用された入場曲が存在する（作曲・関和良）。